# Björn Fjæstad
Björn Olav Sverkersson Fjæstad, född 10 juni 1943, är en svensk forskare och publicist.

## Utbildning
Fjæstad utbildade sig till civilekonom vid Handelshögskolan i Stockholm. Han disputerade vid Handelshögskolan i Stockholm 1973 på doktorsavhandlingen Massmedia och företagen, varigenom han blev ekonomie doktor (ekon.dr). 

## Karriär
Läsåret 1974-75 var han visiting scholar vid Graduate School of Public Policy vid University of California, Berkeley. Han blev docent i företagsekonomi och ekonomisk psykologi vid Handelshögskolan i Stockholm 1976.
Åren 1979-2010 var han chefredaktör och vd för tidskriften Forskning & Framsteg. Åren 1995-2009 var han adjungerad professor vid Mittuniversitetet i Östersund, där han också är filosofie hedersdoktor. Hans forskning vid Mittuniversitetet har bland annat rört genteknikens introduktion och mottagande i Sverige och övriga Europa. Från 2011 är han verkställande redaktör för tidskriften Sans. Åren 2011-2015 var han medredaktör för Riksbankens Jubileumsfonds årsböcker.
År 2008 erhöll han HM Konungens medalj i åttonde storleken i Serafimerordens band för ”för mångåriga betydelsefulla insatser för svensk forskning, främst som chefredaktör för tidskriften Forskning & Framsteg”. År 2012 erhöll han Kungl. Ingenjörsvetenskapsakademiens guldmedalj ”för synnerligen framstående insatser inom det forskningsinformativa området”, utdelad av HM Konungen.
Bland hans uppdrag kan nämnas att han har varit ordförande i Augustprisets fackboksjury och ledamot av Pressens Opinionsnämnd. Han har varit styrelseledamot i bl.a. Senioruniversitetet i Stockholm, Journalistfonden för vidareutbildning, Föreningen Vetenskap & Allmänhet och Sveriges Tidskrifter. Under åren 2010-2019 var han ordförande för Risk and Crisis Research Center, ett forskningscentrum vid Mittuniversitetet.

## Skrifter av Björn Fjæstad (urval)
- "Why journalists report science as they do" i Journalism, Science and Society (2007)
- Arbetsliv och samhällsförändringar (med Lars-Erik Wolvén) (2005)
- Svenskarna och gentekniken. Rapport från 2002 års Eurobarometer om bioteknik (med Anna Olofsson & Susanna Öhman) (2002)
- "Biotechnology and the European Public" i Gene technology and the public. An interdisciplinary perspective (1997)
- "Mitthögskolan och allmänheten. En representativ undersökning av Mitthögskolans förankring bland invånarna i Jämtlands och Västernorrlands län i januari 1996" (med Bengt Sahlberg) i Public perceptions of science, biotechnology and a new university (1996)
- Konsumenter i Norrköpings köpcentra: en studie av resavstånd, färdmedel, ärenden och missnöje (med Claes-Robert Julander & Barbro Anell) (1978)
- Dagspressen och samhället: en översikt av forskning och debatt (med PG Holmlöv) (1977)
- Marknaden för bredbandstjänster: intresse för och planerad medverkan i Televerkets provnät för bildtelefon, snabbfaksimil och special-tv  (med PG Holmlöv) (1976)
- Swedish newsmen's views on the role of the press : paper presented at the 30th annual conference of the American association for public opinion research, June 1975 (med PG Holmlöv) (1975)
- Massmedia och företagen (med Kjell Nowak) (1972)
- Dimensioner vid nyhetsvärdering (med Hans Jeleby) (1970)